# La Riera (Torelló)
La Riera és un monument del municipi de Torelló (Osona) inclòs en l'Inventari del Patrimoni Arquitectònic Català.

## Descripció
Masia situada al costat del Ter i construïda damunt la pedra viva. És de planta rectangular i coberta a dues vessants. Consta de planta baixa i dos pisos. Degut a l'estretor que presenta a la façana s'observa una alçada molt considerable. La façana té un portal adovellat el qual es troba orientat a migdia. La part baixa dels murs és construïda amb còdols de riu. La finestra central és esculpida amb motllures tant a la llinda com a l'ampit. Als laterals hi ha cares esculpides i al centre de la llinda hi ha un escut sostingut per figures antropomorfes, petites. La finestra de la part esquerra és de tipus conopial i al mur de ponent n'hi ja una altra de les mateixes característiques. A tramuntana es veu la paret construïda amb tàpia. L'estat de conservació és mitjà.

## Història
Antic mas del qual se'n tenen notícies des del segle xiii. Aquest mas el trobem esmentat en el fogatge de 1553 de la parròquia i terme de Sant Feliu de Torelló. Habitava el mas per aquella època Riera Lois. Fou reformat i ampliat al segle xviii, concretament el 1619 com indica una llinda d'un portal interior. Els propietaris d'aquest mas són els mateixos del mas Cornelles de les Masies de Voltregà i del Mas de Folgueroles.